# 潘文忠
潘文忠（1962年11月28日—），中華民國教师、學者、政治人物，宜蘭縣壯圍鄉人，曾任教育部部長、臺中市副市長、國立編譯館館長、國家教育研究院副院長等職，是首位辭職後再次回任的教育部部長。

## 生平

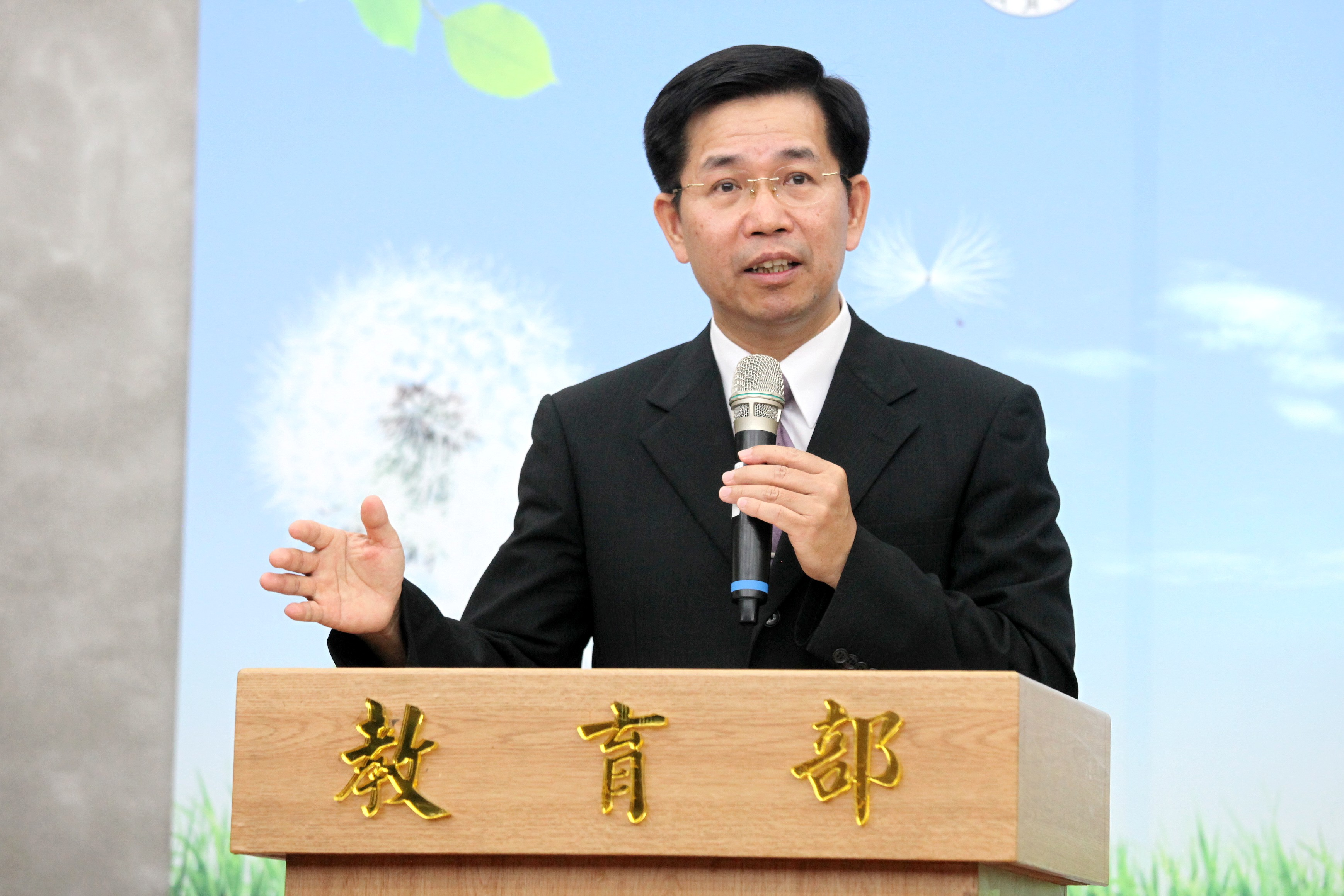
教育部長潘文忠

潘文忠是國立臺灣師範大學教育學博士。曾任臺北縣板橋市海山國民小學教師、台北縣教育局局長和文化局局長、教育部國教司司長和主任秘書、國立編譯館館長、國家教育研究院副院長。
2014年12月25日，潘文忠接任臺中市副市長。
2016年5月20日，潘文忠轉任教育部部長。2016年6月8日，兼任總統府國家年金改革委員會委員。
2018年4月14日，因台大校長遴選爭議而辭去教育部部長職務。
2019年1月，蘇貞昌二度組閣，再度擔任教育部部長。
2024年5月20日，卸任教育部部長。

## 事件及爭議
- 中國國民黨文傳會副主委王鴻薇、台中市議員黃馨慧等人檢舉潘文忠在擔任台中市副市長期間每個月花新台幣3萬元公帑租七期重劃區的豪宅。[5]

- 2018年，多次暫緩管中閔就任國立臺灣大學校長而引發爭議；4月14日，以「希望讓台灣大學校長遴選紛爭有重新釐清的機會」為由請辭教育部部長獲准。[6]

- 2021年3月6日在立法院承諾「會讓東奧選手搭商務艙參賽」，卻在7月19日在選手前往東京時承諾跳票，安排同班機政府官員、教練搭商務艙，奧運國手搭經濟艙。當時在社群媒體表示「好懷念長榮航空，可以搭商務艙」的羽球國手戴資穎引起國人關注此事，且其父亦表示在6日收到的訊息為「商務艙」。[7]為此，潘文忠舉行臨時記者會道歉。[8]

## 作品節選

### 期刊論文
- 1996年 潘文忠《如何運用學校組織科層化與專業化之特性激勵教師士氣》，空大學訊。
- 1997年 吳清山、張鈿富、王修亮、張捷隆、潘文忠、黃紹業《中小學教評會初試啼聲座談會--全方位記實》，教育研究月刊。
- 1998年 潘文忠《蛻變中的教師任用制度--記一場權利與義務的饗宴》，北縣教育。
- 1998年 潘文忠《教師進修DIY--建構以學習型組織為導向的教師進修模式》，中等教育。
- 1999年 潘文忠《讓國中教育去貧趨平--從編班政策談起》，中等教育。
- 1999年 潘文忠《教師進修DIY--建構以學習型組織為導向的教師進修模式》，公教資訊。
- 2000年 潘文忠、許禎庭《從文化中心到文化局--試析地方文化機構的定位與功能：以臺北縣為例》，社教雙月刊。
- 2000年 潘文忠《籍虹--大自然的寵兒》，藝術家。
- 2006年 潘文忠《發展特色學校，創造教育價值》，北縣教育。

### 學位論文
- 1992年 國立臺灣師範大學教育研究所碩士論文《國民中學組織結構類型與教師士氣關係之研究》
- 2002年 國立臺灣師範大學教育研究所博士論文《國民中小學校長專業證照制度之研究》

### 出版書籍
- 2003年 陳浙雲、吳財順、潘文忠《邁向協同教學之路：新校園文化的生成與開展》，遠流。
- 2014年 潘文忠《十二年國民基本教育課程發展建議書》，國家教育研究院。
- 2015年 潘文忠、陳伯璋、黃茂在、曾鈺琪、李文富、林志成、張惟亮、吳文德、陳永龍、葉鴻楨、許彩梁《戶外教育實施指引》，國家教育研究院。
- 2016年 潘文忠《教師專業 十年有成：發展專業力 教出未來力－中小學教師專業發展評鑑105年案例專輯》，教育部。

## 外部連結
- 潘文忠的Facebook專頁
- 教育部全球資訊網-潘文忠部長-介紹 （页面存档备份，存于）

| 中華民國政府職務                   | 中華民國政府職務                                           | 中華民國政府職務                   |
| ---------------------------------- | ---------------------------------------------------------- | ---------------------------------- |
| 行政院                             |                                                            |                                    |
| 前任： 吳思華                      | 教育部部長（首次） 第二十七任 2016年5月20日－2018年4月14日 | 繼任： 姚立德（代理） 正任：吳茂昆 |
| 前任： 姚立德（代理） 正任：葉俊榮 | 教育部部長（再次） 第三十任 2019年1月14日－2024年5月20日   | 繼任： 鄭英耀                      |